# Joanna Johnston
Ne doit pas être confondu avec Joanna Johnson.
Joanna Johnston est une costumière britannique connue pour son travail sur les films de Steven Spielberg et Robert Zemeckis notamment.

## Filmographie partielle
- 1997 : Hellraiser de Clive Barker
- 1988 : Qui veut la peau de Roger Rabbit de Robert Zemeckis
- 1989 : Indiana Jones et la Dernière Croisade de Steven Spielberg
- 1989 : Retour vers le futur 2 de Robert Zemeckis
- 1990 : Retour vers le futur 3 de Robert Zemeckis
- 1994 : Forrest Gump de Robert Zemeckis
- 1998 : Il faut sauver le soldat Ryan de Steven Spielberg
- 1999 : Sixième Sens de M. Night Shyamalan
- 2002 : Pour un garçon de Chris et Paul Weitz
- 2003 : Love Actually de Richard Curtis
- 2005 : La Guerre des mondes de Steven Spielberg
- 2005 : Munich de Steven Spielberg
- 2008 : Walkyrie de Bryan Singer
- 2008 : Les Chroniques de Spiderwick de Mark Waters
- 2009 : Good Morning England de Richard Curtis
- 2011 : Cheval de guerre de Steven Spielberg
- 2012 : Lincoln de Steven Spielberg
- 2013 : Jack le chasseur de géants de Bryan Singer
- 2015 : Mission impossible : Rogue Nation de Christopher McQuarrie
- 2015 : Agents très spéciaux : Code UNCLE de Guy Ritchie
- 2018 : Bienvenue à Marwen (Welcome to Marwen) de Robert Zemeckis
- 2020 : Sacrées Sorcières (The Witches) de Robert Zemeckis
- 2024 : Here de Robert Zemeckis